# Казете Азизмике (Л'Аквила)
Казете Азизмике (итал. Casette Asismiche) је насеље у Италији у округу Л'Аквила, региону Абруцо.
Према процени из 2011. у насељу је живело 105 становника. Насеље се налази на надморској висини од 1101 м.